# Nick Herbig
Nicholas Herbig (Kauai, 21 novembre 2001) è un giocatore di football americano statunitense che milita nel ruolo di linebacker per i Pittsburgh Steelers della National Football League (NFL).

## Carriera

### Pittsburgh Steelers
Al college Herbig giocò a football a Wisconsin, venendo inserito nella formazione ideale della Big Ten Conference nell'ultima stagione. Fu scelto nel corso del quarto giro (132º assoluto) del Draft NFL 2023 dai Pittsburgh Steelers. Nella settimana 6 mise a segno il suo primo sack contro i Los Angeles Chargers. La sua prima stagione si chiuse con 27 tackle, 3 sack e 2 fumble forzati disputando tutte le 17 partite, nessuna delle quali come titolare.

## Vita privata
È il fratello di Nate Herbig che gioca anch'egli negli Steelers.